# Vacquand
Vacquand est une marque de karts fabriqués en France par la société S.A.T.A.N. (Société d'Application des Tubes d'Acier de Noisy) basée à Noisy-le-Grand et dirigée par Georges Vacquand.

## Histoire
Initialement spécialisée dans la production de tubes pour l'industrie, c'est une des premières sociétés à construire des châssis de karts en France. La société était importatrice des moteurs B.M. Motori et concessionnaire Mc Culloch et Bultaco.
Le premier kart Vacquand a été présenté lors des 6 Heures Internationales de Paris en 1967. C'était un châssis long dit « pointu » bien fini et chromé. Les pièces moulées en alliage léger étaient garanties, ce qui était unique à l'époque en compétition.
Alain Prost a commencé sa carrière et a été champion d'europe junior en 1973 sur un kart Vacquand équipé d'un moteur PARILLA.
600 châssis ont été produits en 1969.
Un nouveau châssis est apparu en 1972, le modèle "72" ce dernier n'était plus un châssis "long" mais une forme du moment du type "TAIFUN" (Allemagne). Hélas, de nouveau pneus GOOD YEAR larges sont apparus, le châssis type "72" n'était pas adapté à ces nouveaux pneus, les ventes ont alors fortement baissés.
En 1972, Georges Vacquand quitte l'entreprise qui est reprise par ses neveux, Dominique, Patrice (dit Patoune) et Luc Legrand.
À la suite des méventes du châssis « type 72 », un nouveau châssis a été construit fin 1972, le type "712". Ce dernier a été mis au point par Patrice Legrand et Jean Louis Bousquet et était de type « long » en pointe avec une position très allongée et une répartition du poids plus en arrière. De nombreuses victoires ont suivi, 24 heures de Brignoles, 6 heures de Paris, 300 km d'Angerville... Ce châssis avait une très bonne tenue de route mais avec un tempérament fortement sous vireur, il était difficile à piloter. Les ventes sont restées modestes.
À la demande des clients, un nouveau modèle fut construit en 1974 avec la forme traditionnelle (150 châssis ont été vendus), suivi d'un modèle en 1975 qui sera le dernier modèle produit par la SATAN, le "Type 752" .
En 1981, Patrice Legrand reprend la fabrication des châssis Vacquand dans une nouvelle société la "Somatreb" , ce châssis était inspiré des châssis DAP sur lesquelles tournait Ayrton Senna. La fabrication cessa en 1983.